# Otto Eisler
Otto Eisler (* 1. Juni 1893 in Bistritz ob Pernstein, Österreich-Ungarn; † 27. Juli 1968 in Brünn, ČSSR) war ein tschechoslowakischer Architekt.

## Leben
Otto Eisler wurde in Bistritz geboren, wo seine Eltern einen kleinen Bauernhof besaßen. Nachdem sein Vater Theodor bereits 1896 gestorben war, zog seine Mutter Ernestine mit fünf Kindern nach Brünn. Hier besuchte Eisler das Gymnasium in der Antoninska Straße (1904–1912) und studierte mit einer Unterbrechung wegen seines Wehrdienstes von 1912 bis 1922 Architektur an der Deutschen Technischen Hochschule. Nach kurzer Berufspraxis in Wien und im Architekturbüro Walter Gropius’ in Weimar eröffnete er 1923 ein Büro für Gartengestaltung in Brünn.
Nach der Besetzung der ČSR 1939 wurde er verhaftet und für sechs Wochen von der Gestapo im Spielberg-Gefängnis interniert. Nach seiner Freilassung floh er nach Norwegen. Als Norwegen besetzt wurde, versuchte er die Grenze nach Schweden zu überqueren, wurde aber angeschossen und wieder verhaftet. Von 1940 bis 1943 leistete er Zwangsarbeit in Norwegen, wurde dann 1943 nach Auschwitz und schließlich in das KZ Buchenwald verbracht, wo er am 11. April 1945 die Ankunft der amerikanischen Armee erlebte.
Nach seiner Rückkehr nach Brünn 1946 heiratete er seine Cousine Gertrude Kenderová. Bis 1950 arbeitete er selbständig, danach wurde er ein Mitarbeiter des Botanischen Gartens der J. E. Purkyne-Universität zu Brünn. Von 1950 bis 1953 war er Vorsitzender der Genossenschaften für die Gründung der Zoologischen Gärten in Brünn.

## Ausgewählte Bauwerke in Brünn

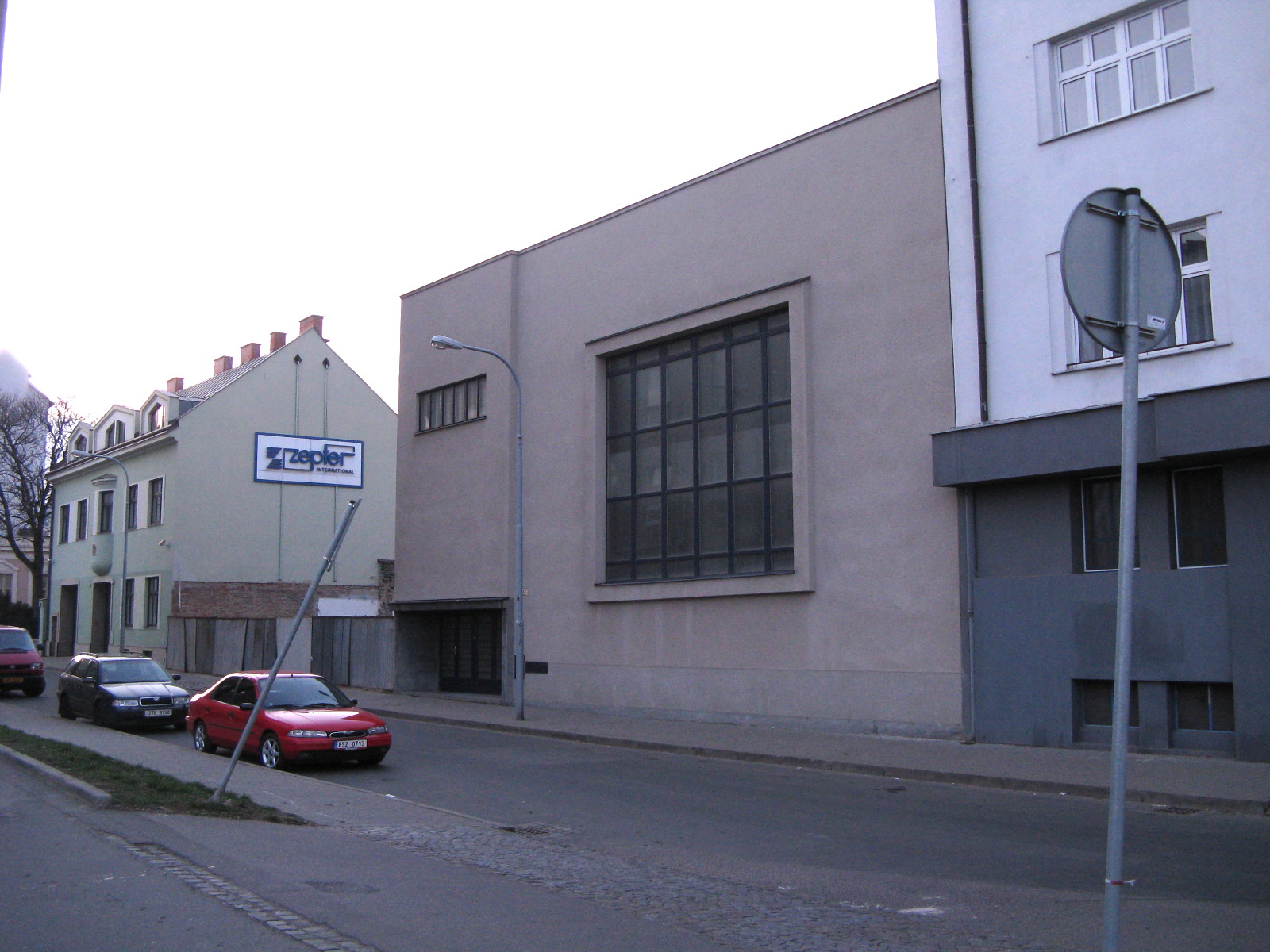
Synagoge (Agudat Achim) Brünn Skořepka 13

- 1925–1929: Kolonie der Baugenossenschaft von Arbeitern und Angestellten, Černá Pole (Schwarzfeld), Jugoslávská 23-27,31, Hablíkova 2-12
- um 1926: Zweifamilienhaus Dr. Kraus und Direktor Link, Lipová 39-41
- um 1928–1929: Wohnhaus, Erbenova 3
- um 1928–1929: Geschäftshaus Phoenix, Běhounská 10
- um 1929: Wohnhaus mit Kleinwohnungen, Mlýnská 25
- 1929–1930: Garten der Villa Stiassny, Hroznová 14
- 1930: Eigene Villa mit Garten, Neumannova 10
- um 1930–1932: Wohnhäuser mit Kleinwohnungen, Drobného 24
- um 1931: Wohnhaus, třída Obránců míru 80
- 1931: Geschäftshaus Wittreich, Orlí 2
- um 1931: Zweifamilienhaus, Lipová 15
- um 1932: Wohnhaus mit zwei Wohnungen, Vinařská 44
- 1932: Mietshaus des Direktors Böhm, Křížkovského 21
- um 1932: Mietshaus, Jugoslávská 21
- um 1933: Geschäfts- und Wohnhaus, Koliště 29
- um 1933 Mietshaus, Botanická 6
- um 1934–1935: Geschäfts- und Wohnhaus JEPA, náměstí Svobody 9
- 1934–1935: Arbeiterheim, Maloměřice
- 1934–1935: Mietshäuser, Novobranská 8-12, Orlí 28
- 1935–1936: Synagoge Agudas Achim, Skořepka 13
- 1935–1936: Wohnhaus Leon Blum, Kamenomlýnská 14
- 1949–1953: Garten des Kinderkrankenhauses, Černopolní 9
- 1950: Wohnhaus Julius Moret, Barvičova 72